# La torre dei supplizi
La torre dei supplizi (The Coming of Amos) è un film muto del 1925 diretto da Paul Sloane.

## Trama
Amos Burden, un allevatore di pecore australiano, per mantenere la promessa fatta alla madre morta, va a trovare lo zio David in Riviera. Nonostante i suoi modi rudi e poco raffinati, Amos conquista Nadia, una principessa russa. La donna gli racconta di essere sposata con Ramón García, un mascalzone senza scrupoli che l'ha costretta al matrimonio promettendole di salvare la sua famiglia portandola fuori dalla Russia bolscevica. García rapisce la moglie portandola su un'isola dove la tiene prigioniera in una torre. Prima che la segreta venga allagata, Amos salva la donna. Il rapitore, sventati i suoi malvagi piani, si annega nella cella.

## Produzione
Il film fu prodotto da Cecil B. DeMille per la Cinema Corporation of America.

## Distribuzione
Distribuito dalla Producers Distributing Corporation (PDC), il film - presentato da Cecil B. DeMille - uscì nelle sale cinematografiche USA presentato a New York il 6 settembre 1925. In Italia uscì nel gennaio 1927.